# Gilberto Silva
Gilberto Aparecido da Silva (sinh ngày 7 tháng 10 năm 1976 ở Lagoa da Prata, Minas Gerais), thường được biết đến là Gilberto Silva (/ʒɪwbextu siwvɐ/), là một cựu cầu thủ bóng đá Brasil, anh thường chơi ở vị trí tiền vệ thủ.
Gilberto đã lớn lên trong một gia đình nghèo và lúc nhỏ anh phải vừa chơi bóng vừa lao động với nhiều công việc khác. Anh đã bắt đầu sự nghiệp bóng đá vào năm 1997 với América Mineiro, và sau đó anh tới Atlético Mineiro năm 2000. Tại đây anh đã trở thành một ngôi sao và chơi ở giải vô đich Brasil 3 mùa bóng. Tháng 8 năm 2002 anh chuyển tới Arsenal với giá chuyển nhượng khoảng 4,5 triệu euro. Hiện tại anh đã cùng Arsenal giành được 1 cúp vô địch giải ngoại hạng vào năm 2004 và 2 cúp FA. Qua 5 mùa giải chơi cho Arsenal anh đã chơi 208 trận và ghi được 23 bàn thắng. Vào ngày 19 tháng 8 năm 2006 chính anh là người ghi bàn thắng đầu tiên cho Arsenal trên sân vân động mới, sân Emirates. Năm 2006 anh trở thành đội phó của câu lạc bộ và đã chơi cho The Gunners đến tháng 6 năm 2008.

## Đội tuyển quốc gia
Tháng 11 năm 2001, Gilberto có trận ra mắt đội tuyển quốc gia đầu tiên trong trận gặp Bolivia. Năm 2002, Gilberto chính là sự ngạc nhiên trong cả đội và World Cup 2002. Anh trở thành một hiện tượng đặc biệt khi giúp Brasil giành cúp vô địch thế giới tại World Cup 2002, anh chơi cả bảy trận của dội tuyển Brasil. Trước đó anh chỉ là cầu thủ dự bị và anh mong chờ được chơi một vài trận của giải. Và cơ hội đến khi Emerson đã bị chấn thương trước trận đấu đầu tiên. HLV của Brasil Luiz Felipe Scolari đã đưa Gilberto lên đá trám vào vị trí của Emerson. Và anh đã thi đấu rất tốt trong tất cả các trận đấu. Brasil đã thắng Đức 2-0. Trong trận chung kết. Tạp chí Veja viết: "Gilberto đã mang cây đàn Piano đến cho Ronaldo và Rivaldo chơi khúc nhạc họ yêu thích".
Năm 2006 anh cũng là thành viên của Brasil tham dự World Cup nhưng lần này dội tuyển của anh đã phải dừng lại ở trận tứ kết sau khi thua Pháp với tỉ số 0-1.
Năm 2007 anh là đội trưởng của Brasil tham dự Copa America và giành chức vô địch.

## Sự nghiệp ở Anh
Những gì Gilberto thể hiện ở World Cup 2002 đã thu hút được sự chú ý của rất nhiều HLV. Arsenal và Aston Villa dẫn đầu trong cuộc tranh chấp để có anh. Mặc dù, hợp đồng của anh với Atlético Mineiro vẫn còn thời hạn (anh sẽ không nhận được tiền lương nếu ra đi), anh vẫn quyết định chuyển sang chơi cho Arsenal vào 7 tháng 8 năm 2002 với giá chuyển nhượng là 4,5 triệu bảng Anh. Gilberto có trận ra mắt từ băng ghế dự bị ở hiệp 2 trận gặp Liverpool trong khuôn khổ cúp FA Community Shield. Anh ghi bàn thắng quyết định cho Arsenal nhưng cũng phải nhận 1 thẻ vàng bởi những lỗi vặt của anh trong cả hiệp 2. Năm 2002-2003, Gilberto trở thành cầu thủ chính thức của Arsenal, và anh cùng với đội bóng đoạt cup FA. Ngày 25 tháng 12 năm 2002, anh có được bàn thắng nhanh nhất trong lịch sử UEFA Champions League ghi vào giây thứ 19,4 của trận đấu gặp PSV. Năm 2003-2004 là mùa bóng tuyệt nhất của Gilberto từ trước đến giờ, anh cùng Arsenal giành cúp FA Premier League trong mùa giải bất bại, được chơi 32/38 trận. Tuy nhiên, anh gặp phải chấn thương lưng ở mùa bóng 2004-05 và không thể thi đấu trong một vài tháng. Anh quay lại vào gần cuối mùa giải và giúp cho Arsenal đứng ở vị trí thứ 2 ở PL và có được cup FA sau trận thắng ManU 5-4 trên chấm 11m. Mùa giải 2005-06, Gilberto cùng với Arsenal đi đến trận đấu cuối cùng của Champion League. Ngày 18 tháng 10 năm 2005, anh lần đầu mang băng đội trưởng của Arsenal trong trận gặp Sparta Prague. Anh cũng chơi tận chung kết C1 đầu tiên của Arsenal vào ngày 17 tháng 5 năm 2006. Tháng 12 năm 2005, Gilberto đã ký hợp đồng thi đấu cho Arsenal kéo dài đến tháng 6 năm 2009. Gilberto cho biết khi hợp đồng chấm dứt anh sẽ trở về chơi cho một đội bóng Brasil.

## World Cup 2006
Gilberto được gọi về đội tuyển chuẩn bị cho World Cup 2006. Anh phải dự bị 2 trận và được thay thế cho Emerson bị chấn thương lần nữa. Brasil thất thủ trước Pháp 0-1 ở tứ kết. Nhưng hầu hết các chuyên gia vẫn cho rằng Gilberto là một tiền vệ chắc chắn.

## Vài thông tin khác
Lối chơi: Silva được gọi là bức tường vô hình (hay volante ở Brasil). Đó là vì anh thường thi đấu một cách thầm lặng, chơi rất thấp ở hàng tiền vệ, bẻ gãy mọi đường tấn công của đối thủ trước khi chúng trở nguy hiểm. Trong vai trò này, anh sẽ là người đầu tiên của hàng thủ cả ở CLB và đội tuyển quốc gia. Anh thường thu hồi bóng cho những cuộc tấn công cánh và chuyền cho các tiền vệ khác kiến tạo tổ chức tấn công như Robert Pirès, người hiếm khi lùi về hỗ trợ phòng ngự. Ở đội tuyển quốc gia, Gilberto thỉnh thoảng lại lùi về trong hàng thủ trám chỗ cho Lúcio, người nổi tiếng với những đường tấn công từ tuyến dưới.

## Khen thưởng và chỉ trích
Những đánh giá về Gilberto thường trái ngược. Sự thiếu bình tĩnh khi xử lý bóng khiến anh gặp phải nhiều chỉ trích từ CĐV và các chuyên gia. Anh có khả năng ghi bàn đáng thất vọng, và ít khi có cú sút khung thành. Tuy nhiên, anh có một thể hình tốt và rất mạnh mẽ trong nhiệm vụ tranh chấp bóng ở vị trí tiền vệ phòng ngự. Các fan của Gilberto thường đánh giá cao tài năng và sự vui tính của anh. Sự nghiêm túc trong luyện tập cũng khiến anh luôn được ca ngợi.

## Hoạt động xã hội
Gilberto là người tài trợ cho Street Leage, giải bóng đá "trẻ em đường phố", một giải đấu nhằm quyên góp tiền cho những trẻ em nghèo lang thang và giúp chúng có được niềm vui từ bóng đá. Vào tháng 6 năm 2003, Gilberto đã đi vòng quanh cùng với 17 cầu thủ từ giải "Street League". Chuyến đi bao gồm cả việc về thăm nhà và trận đấu giao hữu với đội bóng của khu phố nghèo địa phương trên sân Maracanã. Gia đình ở Brasil, Gilberto thường sống với gia đình mình, khi anh quyết định chơi cho Arsenal, anh và chị gái chuyển đến sống ở St Albans. Gilberto vẫn đang sống ở St Alban nhưng bây giờ là với vợ và con gái. Trong suốt mùa hè, khi không phải thi đấu anh trở về thăm nhà ở Lagoa da Prata.

## Bình luận về Gilberto
"Nếu bạn không bao giờ bỏ cuộc thì sau đó bạn sẽ luôn có cơ hội, và họ đã có một bằng chứng hung hồn là chiếc cúp vàng thế giới. Bạn chỉ phải nhìn xem Gilberto ở đâu khi bạn có bóng và nhìn xem anh ta ở đâu khi anh ta ghi bàn. Nên nhớ đó là người đã từng chiến thắng tất cả" - Arsene Wenger. "Mọi người đã quên mất rằng Gilberto là nhà vô địch thế giới, nhưng Gilberto là một con người bình dị và không thích bị chú ý một cách thái quá." - Arsene Wenger "Những gì tôi thích ở Gilberto là cái cách anh ấy giữ cho mọi thứ thật đơn giản không màu mè. Anh có thể chơi khắp hàng tiền vệ nhưng vị trí anh chơi tốt nhất là ngay sát trên hàng phòng thủ" - Arsene Wenger.

## Danh hiệu

### Câu lạc bộ

#### América-MG
- Série B: 1997

#### Atlético-MG
- Minas Gerais State League: 2000

#### Arsenal
- Premier League: 2003–04
- FA Cup: 2002–03, 2004–05
- FA Community Shield: 2002, 2004, 2005

### Quốc tế
- FIFA World Cup: 2002
- Copa América: 2004, 2007
- FIFA Confederations Cup: 2005, 2009